# Vice-Presidente da Confederação Helvética
O Vice-Presidente do Conselho Federal é o substituto designado do Presidente da Confederação. Eleito no mesmo dia que o presidente, assume todas as obrigações do presidente se não puder comparecer e geralmente o substitui como presidente no ano seguinte, sujeito à votação da Assembleia Federal.
Na verdade, os raros casos em que o vice-presidente não assume a presidência no ano seguinte são os casos em que essa pessoa deixa o Conselho Federal durante ou imediatamente ao término de seu mandato como vice-presidente, em razão de morte, renúncia ou não reeleição. Os últimos casos acontecem em 2004, quando a vice-presidente Ruth Metzler-Arnold não é reeleita para o Conselho Federal e em 2010, quando o vice-presidente Moritz Leuenberger renuncia e deixa o mandato de conselheiro federal em 31 de outubro de 2010. Ele é então substituída nos últimos dois meses por Micheline Calmy-Rey, que assumirá a presidência no ano seguinte.